# Pteroplistes platyxiphus
Pteroplistes platyxiphus är en insektsart som först beskrevs av Wilhem de Haan 1842.  Pteroplistes platyxiphus ingår i släktet Pteroplistes och familjen syrsor. Inga underarter finns listade i Catalogue of Life.